# Fatty vagabond
Pour les articles homonymes, voir The Other Man.
Pour plus de détails, voir Fiche technique et Distribution.
Fatty vagabond ou Fatty et son sosie (titre original : The Other Man) est un film comique américain muet réalisé par Roscoe Arbuckle, sorti en 1916.

## Fiche technique
- Titre : Fatty vagabond
- Titre original : The Other Man
- Réalisation : Roscoe Arbuckle
- Producteur : Mack Sennett
- Société de production : Keystone Company
- Distribution : Triangle Film Corporation
- Pays d'origine :  États-Unis
- Langue : film muet - intertitres anglais
- Format : noir et blanc - film muet - 1,33:1
- Genre : Comédie
- Durée : 20 minutes

## Distribution
- Fatty Arbuckle
- Minta Durfee
- Al St. John
- Joe Bordeaux
- Horace Haine
- William Jefferson
- Leatrice Joy
- Lillian Shaffner
- Irene Wallace